# روبرت سبينس
روبرت سبينس (بالإنجليزية: Robert Spence)‏ هو سياسي بريطاني (وحمل سابقاً جنسية المملكة المتحدة لبريطانيا العظمى وأيرلندا)، ولد في 1879، وتوفي في 1 فبراير 1965. حزبياً، نشط في حزب العمال. في الانتخابات العامة في المملكة المتحدة 1923 ‏، انتخب عضو برلمان المملكة المتحدة الـ33 عن دائرة Berwick and Haddington (UK Parliament constituency) ‏ (6 ديسمبر 1923 – 9 أكتوبر 1924).